# Elektrický vůz EMU 49.0
EMU 49.0 ČSD je řadové označení elektrických vozů Tatranských elektrických železnic. Prototypový vůz z roku 1931 byl ještě označen číslem 7 Tatranské elektrické vicinální dráhy (TEVD). Po převzetí TEVD Československými státními drahami dostal vůz řadové označení M 49.0 a později EMU 49.0, stejně jako vozy z poválečné produkce. Vůz EMU 49.005, používaný jako pracovní, byl označen nakonec řadou 425.95.

## Vznik a vývoj
V roce 1931 byl pro tatranské železnice dodán první vůz československého původu. Vůz byl vyroben v továrně firmy Ringhoffer na Smíchově, elektrickou výzbroj dodala Škoda. Svým uspořádáním se podobal čtyřnápravovým vozům TEVD 4 – 6 (pozdější EMU 48.0), které dodala firma Ganz v roce 1911. Po válce bylo dodáno mezitím znárodněnou firmou dalších pět vozů – tři v roce 1954 a dva v roce 1956. Vozy byly vyráběny ve Studénce, elektrickou část dodala také firma Škoda. Jejich skříně měly modernější tvar a i jinak se od prototypu poněkud odlišovaly, skříň prototypového vozu byla při hlavní opravě částečně upravena podle poválečných vozů.
K vozům byly dodány čtyřnápravové přívěsné vozy s prakticky shodnými skříněmi řady Calm/ú. V letním období jezdily s otevřenými přívěsnými vozy, které vznikly přestavbou ze čtyřnápravových plošinových vozů. Tyto neměly průběžnou brzdu a v provozu byly brzděny ručně. Elektrické vozy byly používány i k tažení nákladních vlaků.
S dodávkami nových jednotek řady EMU 89.0 byly elektrické vozy odstaveny do zálohy v roce 1975 zrušeny, kromě EMU 49.001 a 005, které byly dále využívány pro pracovní vlaky. Vůz EMU 49.005 byl vybaven plošinou pro opravy trolejového vedení a od roku 1988 je veden pod číslem 495.955. Oba vozy jsou zachované v depu Poprad, EMU 49.001 jako neprovozuschopný exponát.

## Popis
Oplechovaná dřevěná skříň je usazená na ocelovém nýtovaném rámu. Pro cestující byly k dispozici dva oddíly s dřevěnými lavicemi s uspořádáním 2+2. Mezi oddíly se nacházel malý služební oddíl, oddíly byly odděleny od sebe a od nástupních plošin posuvnými dveřmi. Stanoviště strojvedoucího bylo na obou koncích vozu, u prototypu nebylo od nástupní plošiny oddělené příčkou, ta byla dosazena až v 50. letech, kdy bylo čelo vozu rozšířeno na šířku vozu, dveře pro cestující zůstaly v původním místě i provedení. Poválečné vozy měly koženkové sedačky a stěny stanoviště již z výroby. Dveře pro cestující i dveře služebního oddílu byly čtyřdílné, skládací.
Vozy byly opatřeny dvěma sběrači, elektrická výzbroj byla umístěna pod podlahou vozu. Řízení bylo nepřímé, s šesti sériovými a pěti paralelními stupni. Vždy dva trakční motory v podvozku byly trvale řazeny do série. Osvětlení vozu bylo žárovkové s napájením přímo z troleje, vytápění odporové. Vozy byly vybaveny elektrodynamickou brzdou, tlakovou brzdou Knorr a ruční brzdou.

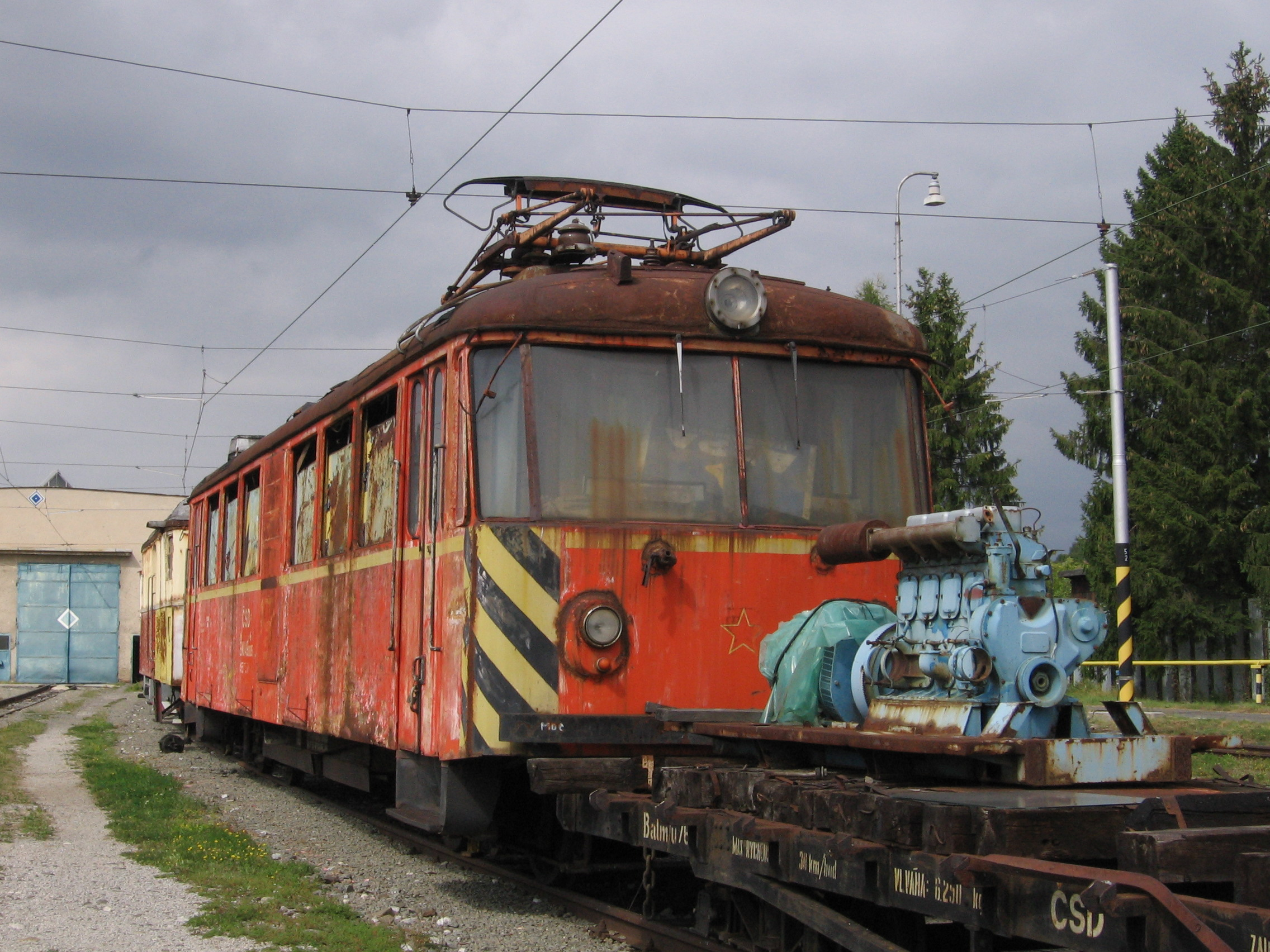
EMU 49.005 v RD Poprad v srpnu 2013